# Judy Buenoano
Judias Anna Lou "Judy" Buenoano (nacida con el nombre de Judias Welty, también conocida como Judias Goodyear o Judias Morris; 4 de abril de 1943-30 de marzo de 1998) fue una asesina convicta ejecutada por el asesinato de su marido James Goodyear ocurrido en 1971. También fue condenada por el asesinato de su hijo Michael Buenoano ocurrido en 1980, y del intento de asesinato de su prometido John Gentry ocurrido en 1983. También se la reconoce responsable de la muerte de su novio Bobby Joe Morris en Colorado en 1978; sin embargo, en un primer momento las autoridades no hicieron conexión entre Morris y Buenoano, que ya había sido condenada a muerte en el estado de Florida.
Buenoano fue la primera mujer en ser ejecutada en Florida desde 1848 (cuando una esclava llamada Celia fue ahorcada por matar a su amo), y la tercera mujer en ser ejecutada en Estados Unidos desde la reinstauración de la pena capital en 1976. A nivel nacional, ella fue la primera mujer ejecutada en la silla eléctrica desde 1957, cuando Rhonda Belle Martin fue electrocutada en Alabama.

## Primeros años
Judias Welty nació el 4 de abril de 1943 y creció en Texas, siendo la tercera de cuatro hermanos. Su madre murió cuando ella tenía 4 años y la enviaron junto con su hermanito Robert a vivir con sus abuelos. Después de que su padre se volvió a casar con una mujer con dos hijos de un matrimonio anterior, se mudaron con él a vivir en Nuevo México. Según los informes, su padre y su madrastra abusaron de ella, haciéndole pasar hambre y obligándola a trabajar como una esclava. Cuando tenía catorce años, pasó dos meses en prisión por agredir a su padre, a su madrastra y a sus dos hermanastros. Al ser liberada, eligió asistir a un reformatorio donde se graduó en 1960. Dio a luz a Michael, un hijo ilegítimo al año siguiente.

## Crímenes
Judias se casó el 21 de enero de 1962 con James Goodyear (7 de diciembre de 1933-16 de septiembre de 1971), un sargento de la Fuerza Aérea de los Estados Unidos. El 16 de septiembre de 1971 Goodyear falleció en Orlando a causa de una misteriosa enfermedad, según los fiscales, Judy se vio motivada por el dinero del seguro cuando envenenó a Goodyear con dosis letales de arsénico. Sin embargo, su muerte se atribuyó inicialmente a causas naturales.
En 1973, se mudó a Colorado con Bobby Joe Morris (n. 1941-f. 1978); en enero de 1978, Morris sucumbió, los análisis practicados a su cuerpo exhumado tras el arresto, indicaron que los tejidos de Morris mostraban intoxicación aguda por arsénico. Más tarde ese mismo año, Judy cambió legalmente su apellido y el de su hijo a "Buenoano" (una traducción incorrecta al español de las palabras "good year", "buen año") en un aparente homenaje a su marido fallecido Goodyear.
El hijo de Buenoano, Michael Arthur Buenoano (30 de marzo de 1961-13 de mayo de 1980), cayó gravemente enfermo en 1979, sus síntomas incluyeron paraplejía (la autopsia que se le practicaría tiempo después también indicaría que había sido víctima de una grave intoxicación por arsénico, la cual provocó su discapacidad). El 13 de mayo de 1980, Buenoano junto con Michael, de 19 años en ese momento, se subieron a una canoa en un lago para un paseo en Milton, Florida; aparentemente la canoa fue volcada deliberadamente por Bueanoano, y Michael, incapacitado por la pérdida de sus funciones musculares y los aparatos ortopédicos en brazos y piernas, murió ahogado. Buenoano dijo a las autoridades que una serpiente había caído en la canoa lo que provocó que ambos cayeran al lago, solo pudiendo salvarse ella.
En 1983, Buenoano estaba comprometida con John Gentry. Gentry resultó gravemente herido cuando su automóvil explotó por una bomba casera que detonó cuando puso su vehículo en marcha. Mientras se recuperaba de sus heridas, la policía comenzó a encontrar varias discrepancias en los antecedentes de Buenoano; ella estaba simulando un falso embarazo, y las investigaciones revelaron que, en noviembre de 1982, Judy había comenzado a decir a sus amigos que Gentry sufría una enfermedad terminal. Al enterarse de esto, Gentry proporcionó a la policía las "píldoras de vitaminas" que Buenoano había estado dándole; se encontró que contenían arsénico y formaldehído. Esto llevó a las exhumaciones de su hijo Michael Buenoano, de James Goodyear, y de Bobby Joe Morris, y al descubrimiento de que cada uno de ellos había sido víctima de envenenamiento por arsénico.

## Condena y ejecución
En 1984, Buenoano fue condenada por el asesinato de su hijo Michael y el intento de asesinato de John Gentry. En 1985 fue condenada por el asesinato de James Goodyear. Recibió una sentencia de 12 años de cárcel por el caso de Gentry, cadena perpetua por el caso de Michael Buenoano, y una sentencia de muerte por el caso de James Goodyear. Además fue declarada culpable de múltiples cargos de robo en mayor cuantía (por fraude al seguro), y se cree que había cometido múltiples actos de incendio premeditado (una vez más, a los efectos de fraude a los seguros).
Aunque siempre proclamó su inocencia, estuvo en el Departamento de Correcciones de la Florida y en la institución Correccional de Broward, antes de ser ejecutada en la silla eléctrica en la Prisión Estatal de Florida el lunes 30 de marzo de 1998 (la fecha de cumpleaños póstuma de su hijo Michael), tras haber permanecido 13 años en el corredor de la muerte. Para su última comida escogió una comida saludable de brócoli, espárragos, fresas y té caliente y no quiso dejar unas últimas palabras.
Buenoano también había estado implicada en un asesinato en Alabama en 1974. También era sospechosa en la muerte en 1980 de su novio Gerald Dossett. Después de su arresto, el cuerpo de Dossett fue exhumado y los análisis detectaron signos de envenenamiento por arsénico. No se presentaron cargos en ese caso. 
Buenoano fue la primera mujer en ser ejecutada en Florida desde 1848 (cuando una esclava llamada Celia fue ahorcada por matar a su amo), y fue la tercera mujer en ser ejecutada en Estados Unidos desde la reinstauración de la pena capital en 1976. A nivel nacional, ella fue la primera mujer ejecutada en la silla eléctrica desde 1957, cuando Rhonda Belle Martin fue electrocutada en Alabama.